# Mason (réalisateur)
Pour les articles homonymes, voir Mason.
Mason, également connue comme Sam No, est une réalisatrice de films pornographiques américaine.

## Biographie
Mason nait à Los Angeles (Californie) et habite quelque temps à Seattle (État de Washington) pendant sa jeunesse. Elle obtient un diplôme en sciences politiques avant d'entrer dans l'industrie pornographique.
Mason rencontre Rodney Moore lors d'une convention et commence à travailler avec lui comme cadreur et monteur. Elle travaille ensuite pour Andre Madness, qui la met en relation avec Elegant Angel.
Mason travaille comme réalisateur pour Elegant Angel jusqu'à février 2003. Elle quitte alors l'entreprise en raison de changements dans le management. En avril de la même année, elle signe une contract exclusif avec le studio Platinum X. Son premier film pour Platinum X, Mason’s Sexual Disorder, sort le 14 octobre 2003.
Sa collaboration avec Platinum X ne dure cependant pas très longtemps puisqu'en février 2005 son contrat est rompu car l'éditeur trouve qu'elle ne tourne pas assez de films. Le mois suivant, elle signe un contrat exclusif d'un an, pour 12 films, avec Hustler Video,. Elle ne tourne qu'un seul film pour Hustler, qu'elle quitte en juin 2005.
En septembre 2007, elle recommence à tourner pour Elegant Angel. En juillet 2013, elle devient réalisateur pour OpenLife Entertainment. Le mois suivant, OpenLife Entertainment lance deux studios, EroticaX et HardX, tous les deux dirigés par Mason. En 2015, Mason est la première femme à remporter l'AVN Award du réalisateur de l'année (Director of the Year).

## Distinctions
- AVN Awards 2012 : Meilleur réalisateur - Film non scénarisé (Best Director - Non Feature) pour Asa Akira Is Insatiable 2
- AVN Awards 2014 : Meilleur réalisateur - Film non scénarisé (Best Director - Non Feature) pour Anikka
- AVN Awards 2015 :
  - Réalisateur de l'année (Director of the Year)
  - Meilleur réalisateur - Film non scénarisé (Best Director - Non Feature) pour Anikka
- XRCO Awards 2014 : Meilleur réalisateur (films non scénarisés) (Best Director (Non-Features))[15]
- XRCO Awards 2015 : Meilleur réalisateur (films non scénarisés) (Best Director (Non-Features))[16]